# Georgi Kandelaki
Pour les articles homonymes, voir Kandelaki.
Georgi Kandelaki est un boxeur géorgien né le 10 avril 1974 à Variani.

## Carrière
Champion du monde de boxe amateur à Budapest en 1997 dans la catégorie super-lourds, sa carrière amateur est également marquée par une médaille d'argent à Tampere en 1993 en poids lourds et un titre européen à Bursa la même année également en poids lourds. Passé professionnel en 2011, il ne connait pas le même succès en ne parvenant pas à remporter le moindre titre international.

## Référence
1. ↑  (en) Résultats des championnats du monde de boxe amateur 1997 (amateur-boxing.strefa.pl)